# Heiligkreuzkirche (Międzybórz)

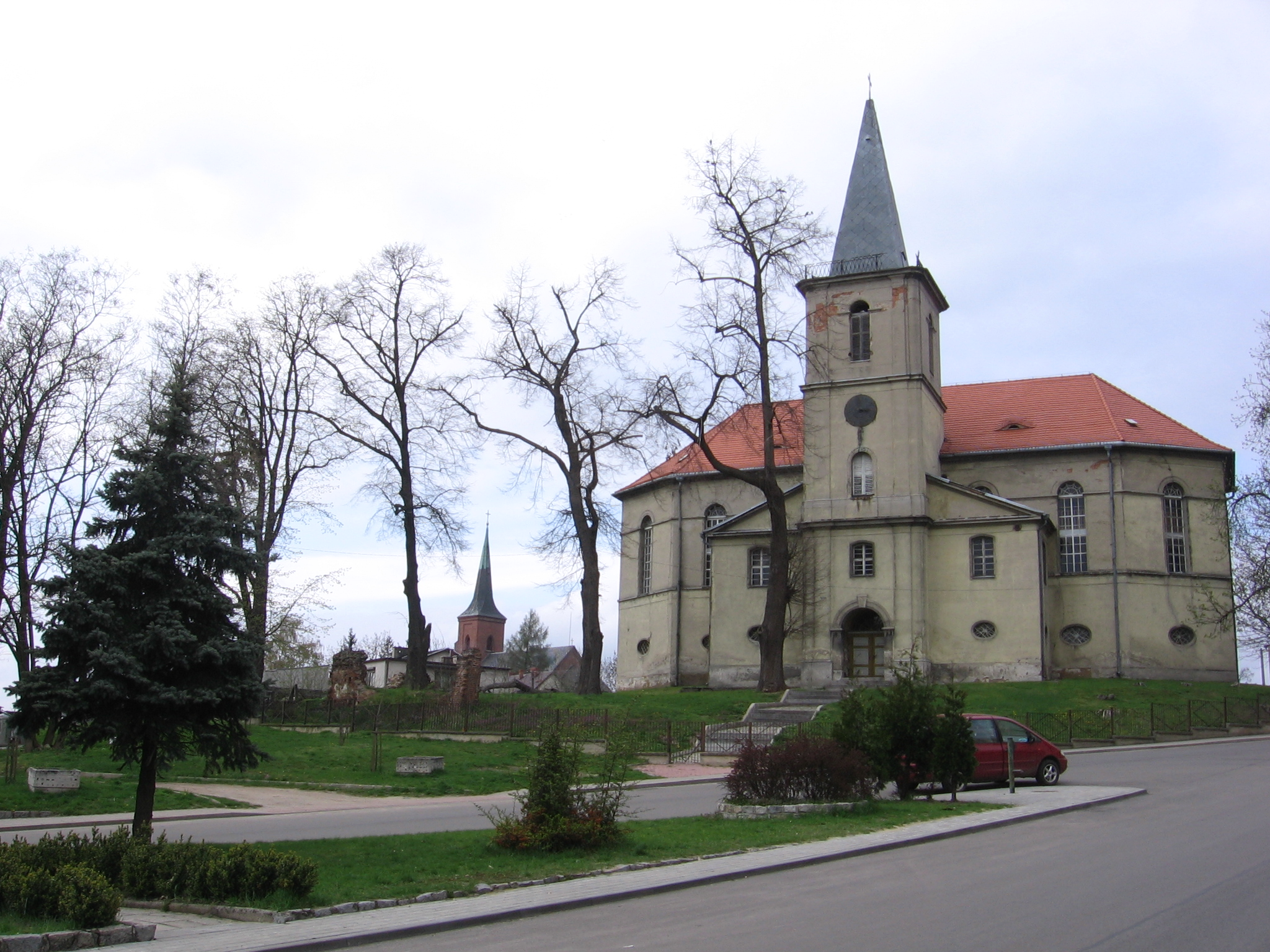
Kreuzkirche Neumittelwalde

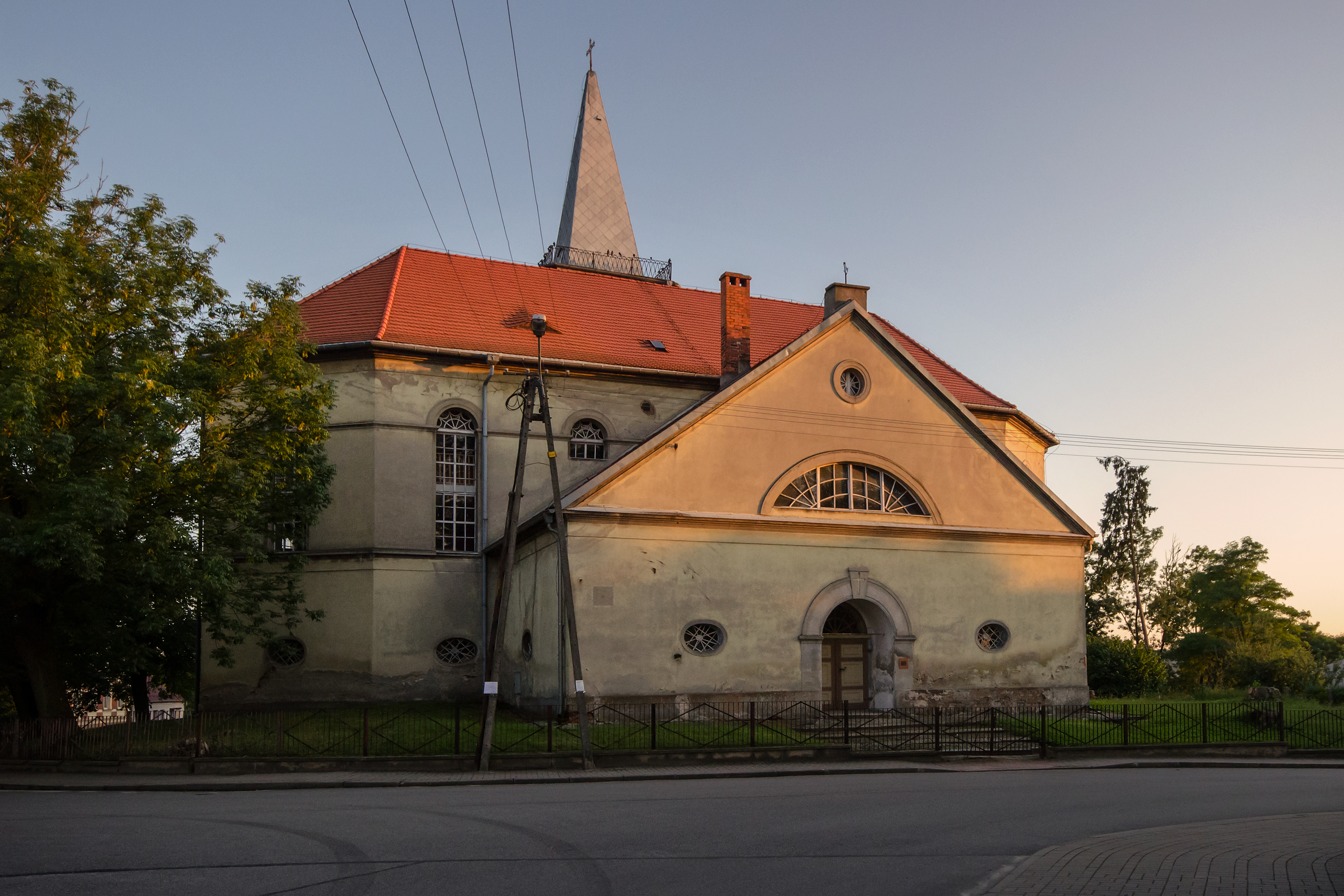
Seitenansicht

Die Kreuzkirche (polnisch: Kościół świętego Krzyża) ist die evangelisch-lutherische Kirche von Międzybórz (deutsch: Neumittelwalde), einer Kleinstadt im Powiat Oleśnicki in der polnischen Woiwodschaft Niederschlesien. Sie gehört der Diözese Breslau der Evangelisch-Augsburgischen Kirche in Polen an.

## Geschichte
Die erstmals 1376 erwähnte, ursprünglich dem Hl. Joseph geweihte Pfarrkirche des Ortes wurde 1481 durch eine hölzerne Kapelle ersetzt. Nachdem bereits 1518 der von Martin Luther entsandte Melchior Hoffman hier gepredigt hatte, wurde Neumittelwalde im Zuge der Reformation 1538 auf Veranlassung des Grundherrn Joachim von Maltzan protestantisch. 1599 wurde Johann Grün als evangelischer Geistlicher berufen, seit 1624 gab es einen zweiten, polnischsprachigen, Geistlichen in der Kirche. 1681 erhielt die Kirche auf Veranlassung von Herzog Julius Siegmund von Württemberg-Juliusburg einen Kirchturm.
Am 29. Juni 1718 konnte der Grundstein für einen von Herzogin Anna Sophia und ihrem Sohn Karl  von Württemberg-Bernstadt finanzierten Kirchenneubau gelegt werden, am 28. Oktober 1720 fand die Einweihung der Kirche auf den Namen „Heiliges Kreuz“ statt. Nachdem der Kirchenbau bereits in den Jahren 1748 und 1798 von Bränden betroffen war, wurde er 1836 durch Blitzschlag zerstört. An seiner Stelle entstand unter Einflussnahme von Karl Friedrich Schinkel der heutige klassizistische Kirchenbau, der am 3. August 1839 geweiht werden konnte. Dieser ist eine in Form einer beidseitig polygonal geschlossenen Saalkirche erbaut, der mittig niedrigere Querflügel, eingangsseitig mit einem Turmbau, vorgesetzt sind. Der von doppelten Emporen ausgestattete Kirchenraum wird von dem Kanzelaltar der Erbauungszeit mit dem Bild Christus am Ölberg beherrscht. Ihm gegenüber befindet sich die 1913 von Schlag & Söhne in Schweidnitz erbaute Orgel.